# Суйда (платформа)
Су́йда — остановочный пункт Октябрьской железной дороги в Гатчинском районе Ленинградской области на перегоне Гатчина-Варшавская - Сиверская Лужского направления линии Санкт-Петербург — Луга. К западу от платформы расположен посёлок Высокоключевой, а к востоку — посёлок при станции Суйда.
Расположен в 1 км от автодороги Н114 Кипень — Гатчина — Куровицы.
На платформе останавливаются большинство проходящих через неё пригородных электропоездов, имеется билетная касса. Деревянное здание зала ожидания, пострадавшее от пожара, по состоянию на 2011 г. не используется.

## История
Станция Суйда была открыта в 1861 году в составе участка Гатчина — Сиверская. Она была третьей по счёту станцией от Санкт-Петербурга после Александровской и Гатчины.

СУЙДА (СЮЙДЕНСКАЯ) — станция при колодце, число дворов — 1, число жителей: 95 м. п., 74 ж. п.; Станция железной дороги. (1862 год)

В конце XIX в. на станции был построен каменный вокзал по проекту архитектора Н. Л. Бенуа. Во время Великой Отечественной войны он был разрушен и впоследствии не был восстановлен.
На карте 1913 года обозначена как Полустанция Суйда при посёлке Павлиновка.

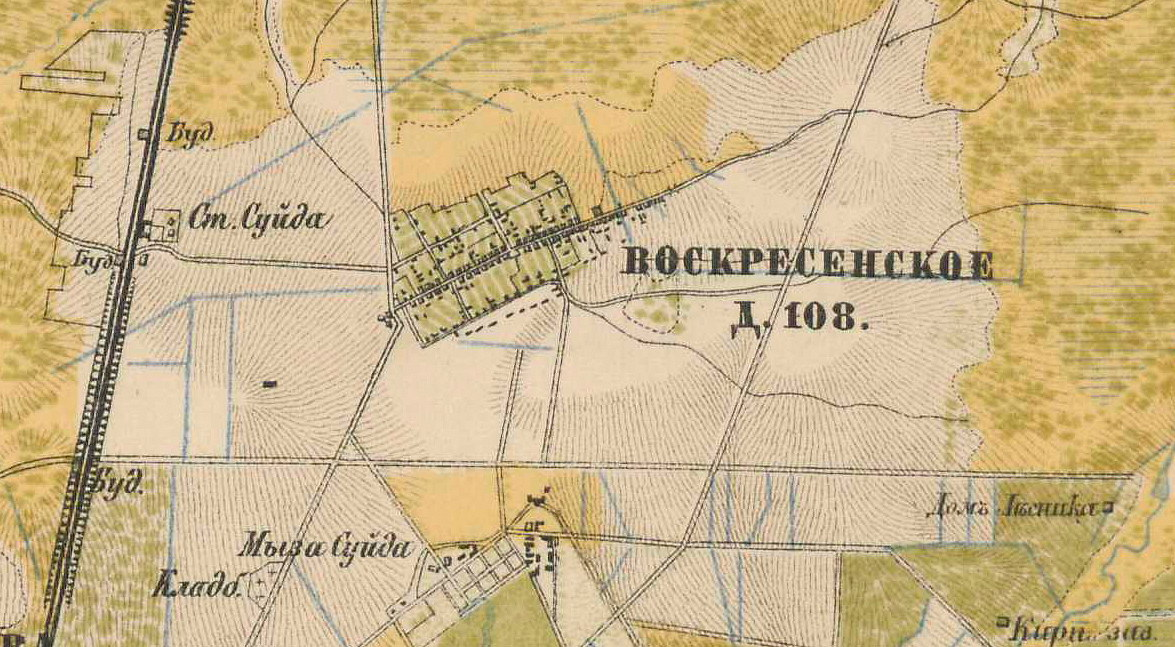
Станция Суйда на карте 1885 г.

В 1966 году в составе проекта электрификации участка Гатчина-Варшавская – Сиверская построены высокие пассажирские платформы с железобетонным навесом с залом ожидания. Работы выполнены по проекту института Ленгипротранс.

## Фотографии

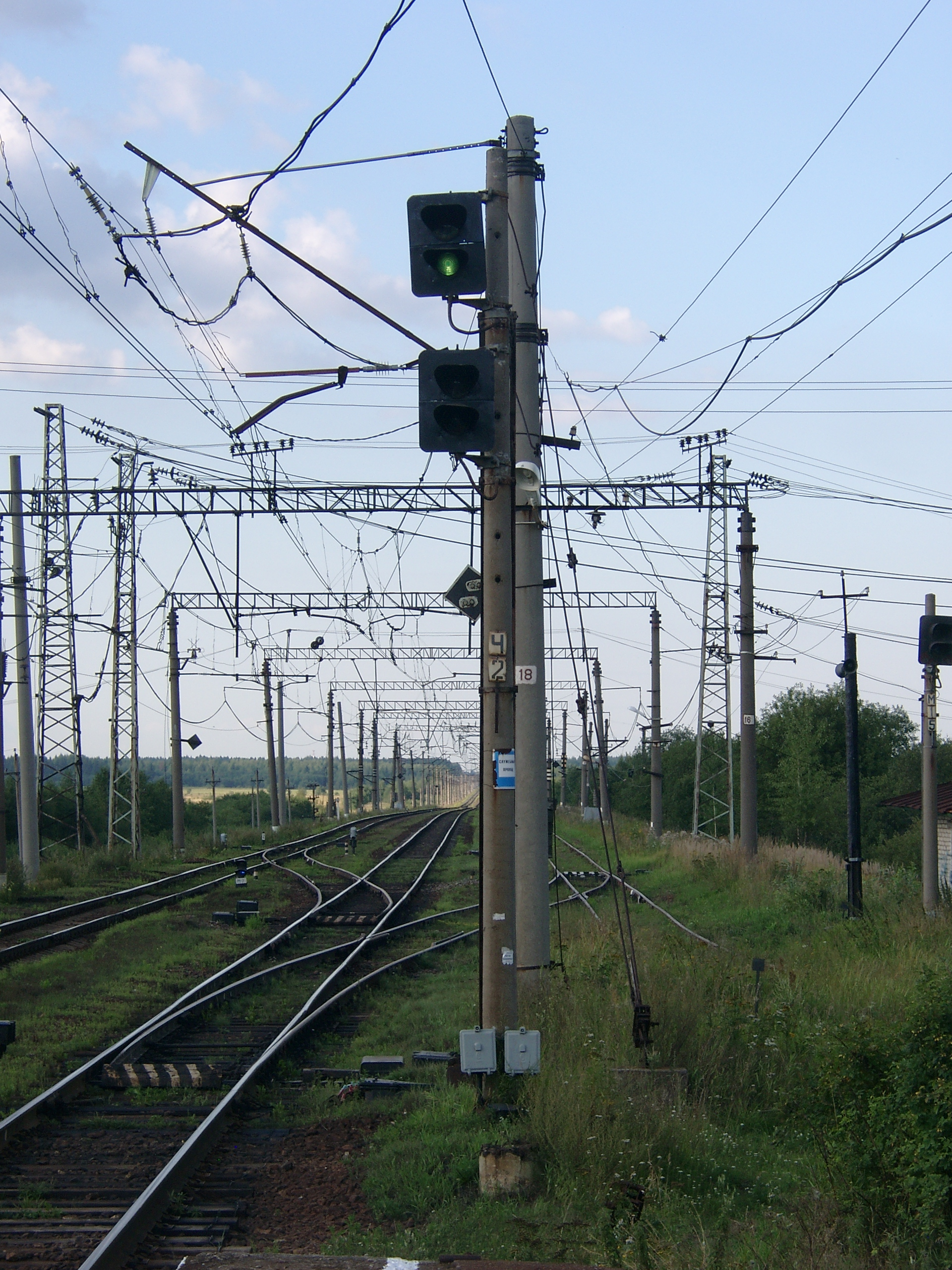
Вид в северном направлении, в сторону ст. Гатчина Варшавская
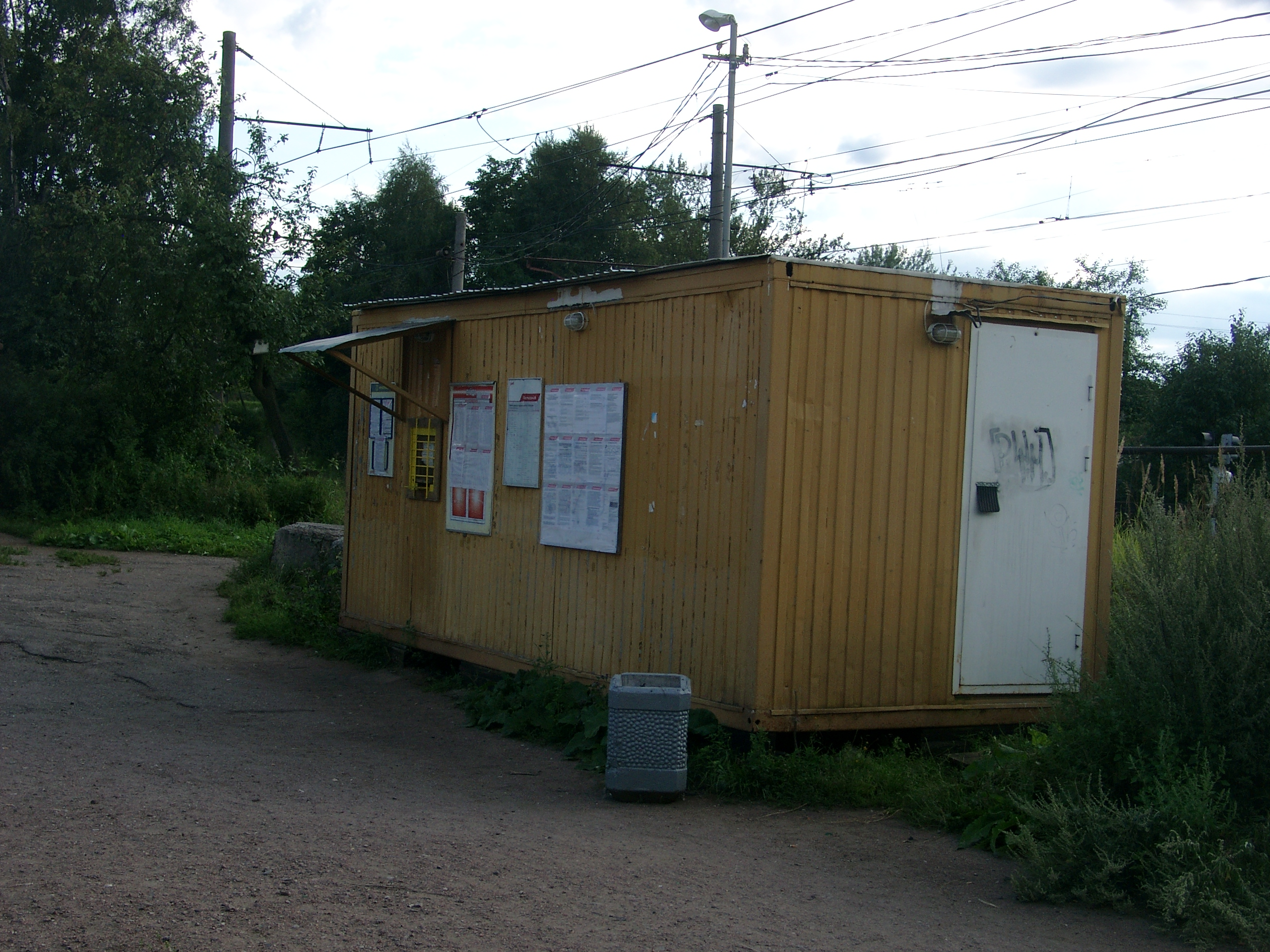
Помещение билетной кассы
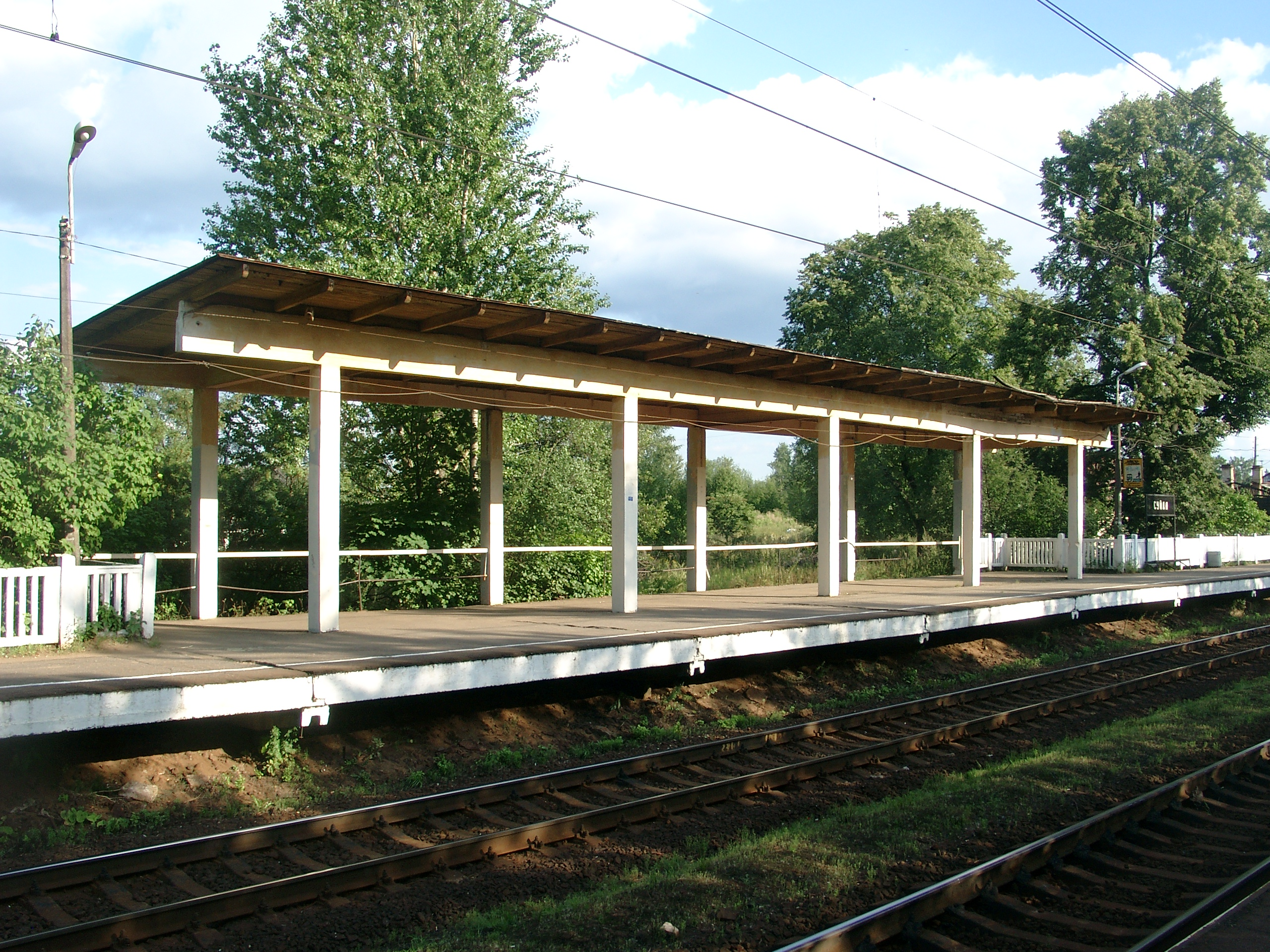
Навес на платформе в сторону Гатчины
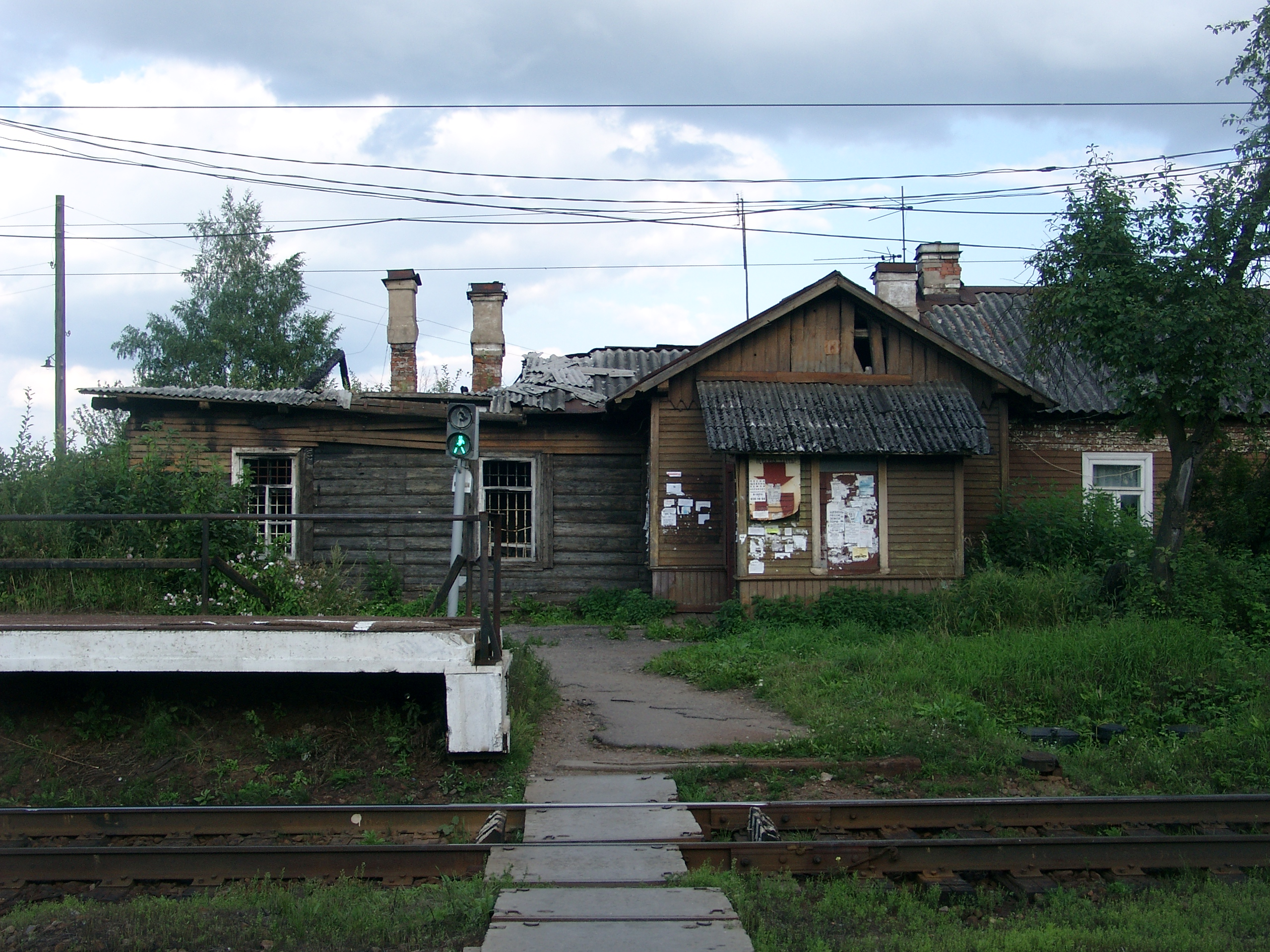
Пешеходный переход через пути и пострадавшее от пожара деревянное здание зала ожидания
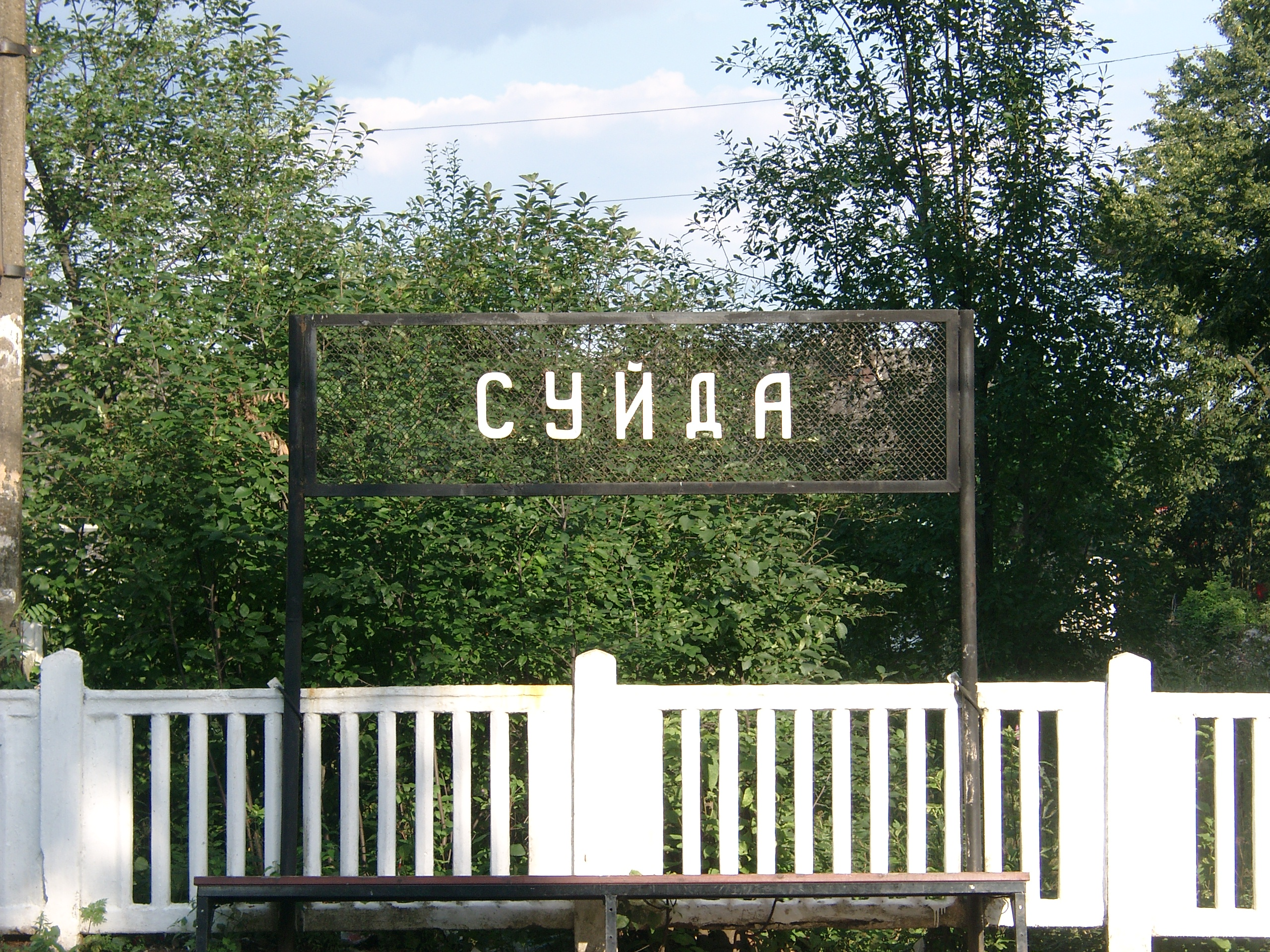
Указатель старого типа с названием платформы
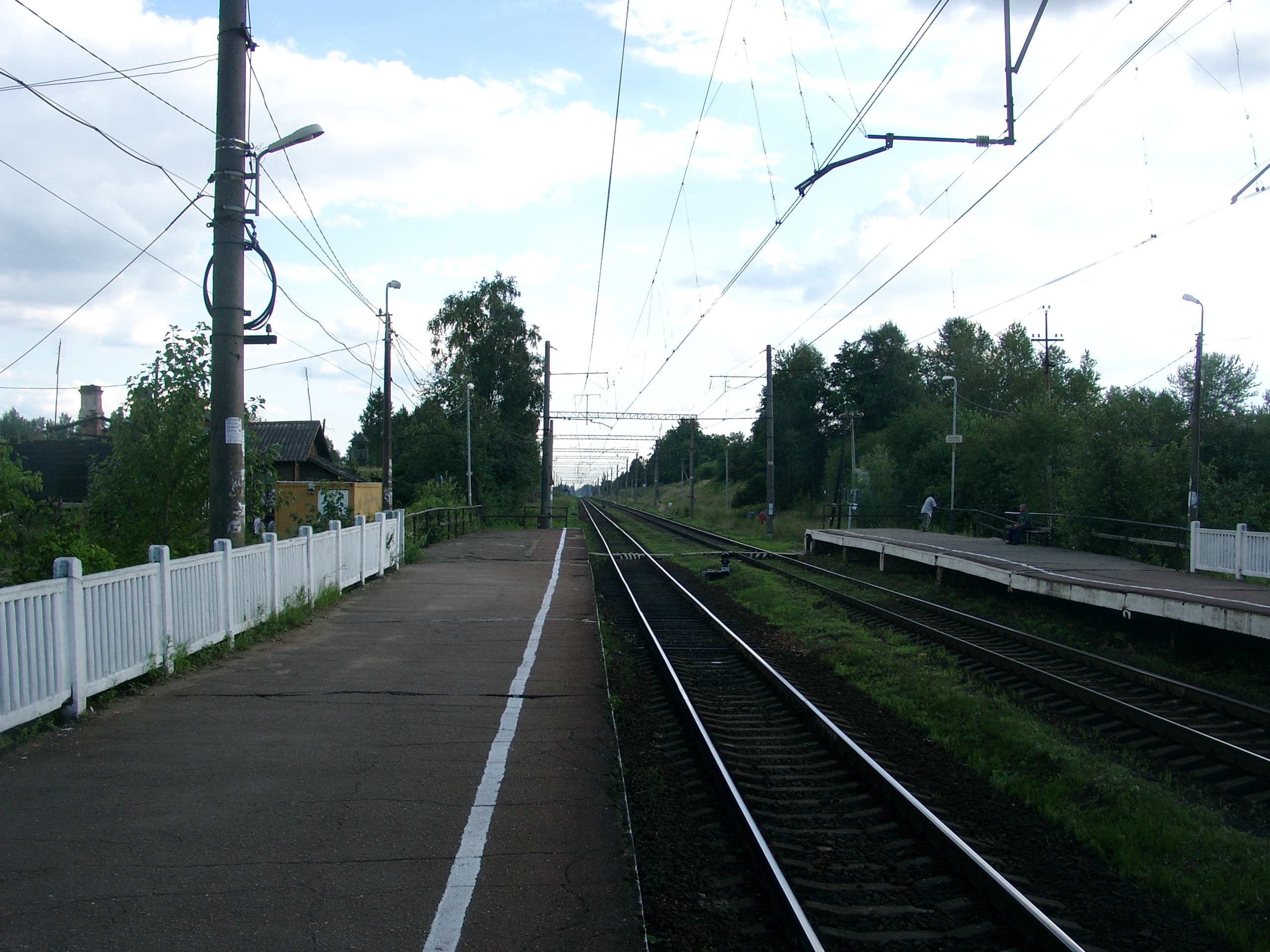
Вид в южном направлении, в сторону пл. Прибытково